# Bergheim
Pour les articles homonymes, voir Bergheim (homonymie).
Bergheim [bɛʁɡaim]  (Bariga en alsacien) est une commune française située dans la circonscription administrative du Haut-Rhin et, depuis le 1er janvier 2021, dans le territoire de la collectivité européenne d'Alsace, en région Grand Est.
Ses habitants sont appelés les Bergheimois et les Bergheimoises.
La commune fait partie de l'association Les Plus Beaux Villages de France. Le 29 juin 2022, Bergheim a été proclamé Village préféré des Français 2022.
L’habitat se concentre, encore au début du XXIe siècle, essentiellement au-dedans d’un rectangle de 300 m sur 500 m, aux angles arrondis, déterminé par la double enceinte médiévale, laquelle a été conservée jusqu’à nos jours sur quasi toute sa longueur. La ville a somme toute peu débordé de cet étroit périmètre au fil des siècles, allant seulement s’étendre sur quelques centaines de mètres vers l’est, sur le Wolfshoehle, et vers l’ouest, en direction du hameau de Froehn, où se construisent de nouveaux logements et où se sont implantées quelques entreprises.

## Géographie

### Localisation
Bergheim est située dans le canton de Sainte-Marie-aux-Mines, à 17 km au nord de Colmar et à 10 km au sud-ouest de Sélestat, dans la frange vallonnée de la plaine d'Alsace, entre Ribeauvillé, Saint-Hippolyte et Thannenkirch, à deux kilomètres des montagnes vosgiennes, lesquelles ont, notoirement, un début abrupt sur leur versant oriental. Bergheim se situe sur la route des vins d'Alsace.  
| Rodern       | Rorschwihr | Saint-Hippolyte |
| Thannenkirch | Bergheim   |                 |
| Ribeauvillé  |            | Guémar          |

### Géologie et relief
Cette ancienne cité médiévale est sise dans une contrée riche en vignes, un peu en retrait à l'ouest par rapport à la voie express N83/A35 Strasbourg-Colmar et la ligne de chemin de fer Strasbourg-Bâle.
C'est une des 201 communes du parc naturel régional des Ballons des Vosges.

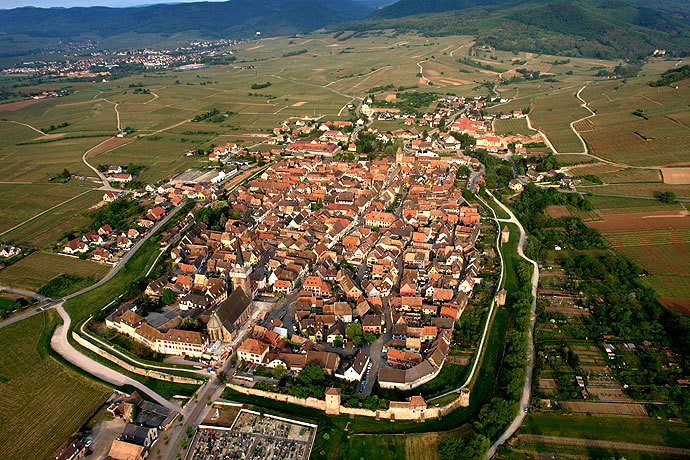
Photo aérienne de Bergheim (regard tourné vers l’ouest-sud-ouest). On reconnaît bien le plan rectangulaire de la ville ancienne, délimité par la double enceinte médiévale et sa douve (comblée). On distingue l’église paroissiale à l’avant-plan (près de la section orientale de la muraille d’enceinte) et la Grand’Rue, qui traverse le bourg de part en part, et aboutit, à l’extrémité occidentale de la cité, à la Porte Haute, reconnaissable à sa tour carrée à comble pyramidal. Plus loin, c'est-à-dire plus à l’ouest, le quartier neuf de Froen. Tout au loin, à gauche, l’agglomération de Ribeauvillé.

Hydrogéologie et climatologie : Système d’information pour la gestion de l’Aquifère rhénan, par le BRGM :
Territoire communal : Occupation du sol (Corinne Land Cover); Cours d'eau (BD Carthage),
Géologie : Carte géologique; Coupes géologiques et techniques,
Hydrogéologie : Masses d'eau souterraine; BD Lisa; Cartes piézométriques.

### Hydrographie

#### Réseau hydrographique
La commune est dans le bassin versant du Rhin au sein du bassin Rhin-Meuse. Elle est drainée par le Bergenbach, le ruisseau l'Horgiessen, le Brunnwasser et le Muhlbach,,.
Le Bergenbach, d'une longueur de 12 km, prend sa source dans la commune  et se jette  dans l'Horgiessen à Sélestat, après avoir traversé trois communes. 

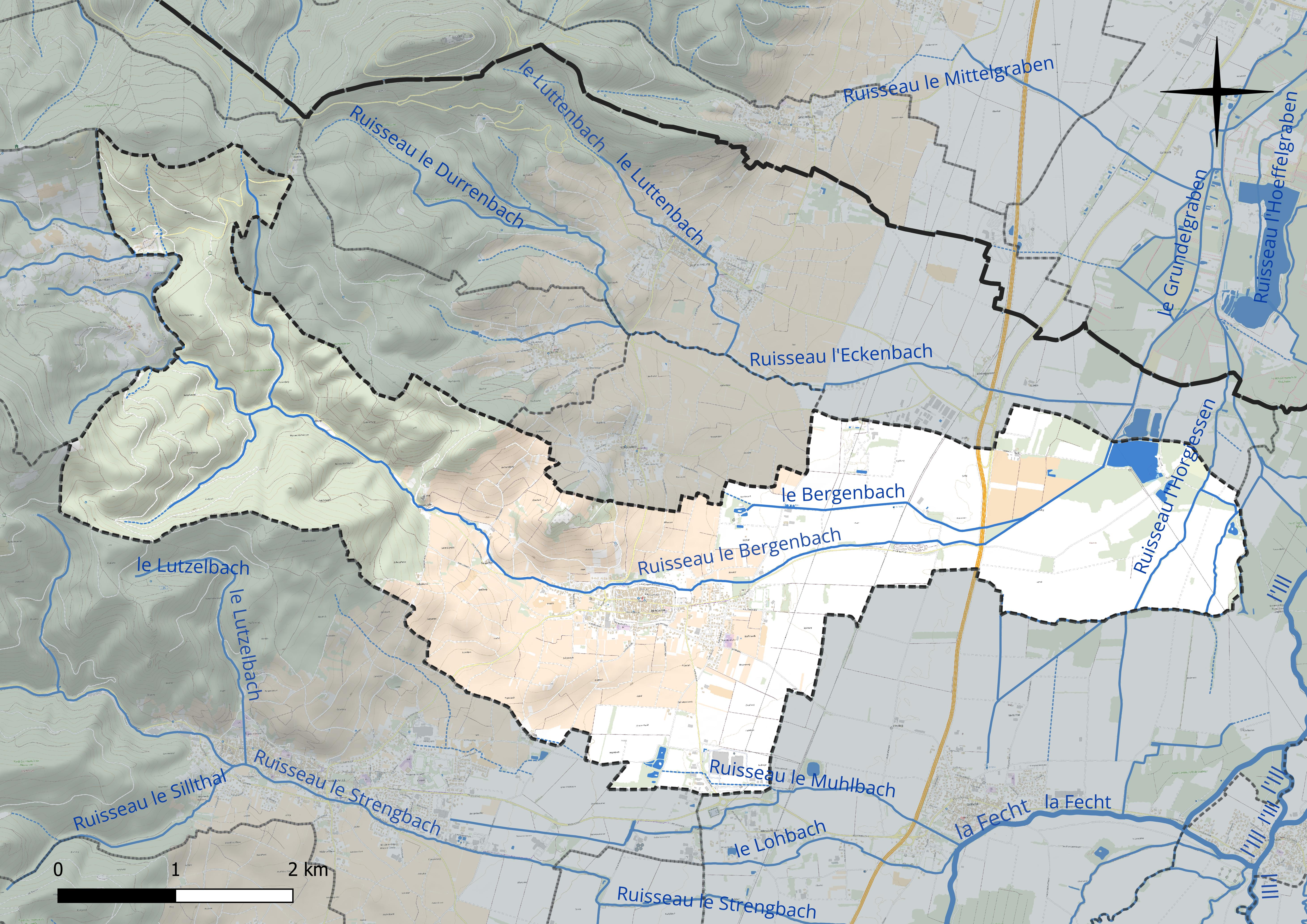
Réseau hydrographique de Bergheim.

#### Gestion et qualité des eaux
Le territoire communal est couvert par le schéma d'aménagement et de gestion des eaux (SAGE) « Ill Nappe Rhin ». Ce document de planification concerne la nappe phréatique rhénane, les cours d'eau de la plaine d'Alsace et du piémont oriental du Sundgau, les canaux situés entre l'Ill et le Rhin et les zones humides de la plaine d'Alsace. Le périmètre s’étend sur 3 596 km2. Il a été approuvé le 17 janvier 2005. La structure porteuse de l'élaboration et de la mise en œuvre est la région Grand Est. 
La qualité des cours d’eau peut être consultée sur un site dédié géré par les agences de l’eau et l’Agence française pour la biodiversité. 

### Climat
Pour des articles plus généraux, voir Climat du Grand Est et Climat du Haut-Rhin.
En 2010, le climat de la commune est de type climat océanique dégradé des plaines du Centre et du Nord, selon une étude du Centre national de la recherche scientifique s'appuyant sur une série de données couvrant la période 1971-2000. En 2020, Météo-France publie une typologie des climats de la France métropolitaine dans laquelle la commune est exposée à un climat semi-continental et est dans une zone de transition entre les régions climatiques « Vosges » et « Alsace ». 
Pour la période 1971-2000, la température annuelle moyenne est de 10,5 °C, avec une amplitude thermique annuelle de 17,6 °C. Le cumul annuel moyen de précipitations est de 646 mm, avec 8,9 jours de précipitations en janvier et 9,3 jours en juillet. Pour la période 1991-2020, la température moyenne annuelle observée sur la station météorologique installée sur la commune est de 11,3 °C et le cumul annuel moyen de précipitations est de 664,4 mm. 
La température maximale relevée sur cette station est de 38,9 °C, atteinte le 13 août 2003 ; la température minimale est de −16,9 °C, atteinte le 20 décembre 2009,,. 
| Mois                                  | jan.             | fév.             | mars           | avril         | mai            | juin          | jui.           | août          | sep.           | oct.          | nov.            | déc.            | année      |
| ------------------------------------- | ---------------- | ---------------- | -------------- | ------------- | -------------- | ------------- | -------------- | ------------- | -------------- | ------------- | --------------- | --------------- | ---------- |
| Température minimale moyenne (°C)     | −0,3             | 0,2              | 3,5            | 6,7           | 10,5           | 13,7          | 15,4           | 15,2          | 11,5           | 7,7           | 3,3             | 0,6             | 7,3        |
| Température moyenne (°C)              | 2,3              | 3,4              | 7,3            | 11,3          | 15,2           | 18,6          | 20,4           | 20,2          | 16,1           | 11,5          | 6,1             | 3,1             | 11,3       |
| Température maximale moyenne (°C)     | 4,9              | 6,6              | 11,2           | 15,8          | 19,9           | 23,5          | 25,4           | 25,2          | 20,7           | 15,2          | 8,9             | 5,6             | 15,2       |
| Record de froid (°C) date du record   | −15,8 02.01.1997 | −15,3 07.02.1991 | −11,1 01.03.05 | −2,5 04.04.22 | 1,6 15.05.1995 | 4,5 02.06.06  | 7,6 13.07.1993 | 7 31.08.1995  | 2,3 30.09.1995 | −3,3 29.10.12 | −8,8 23.11.1998 | −16,9 20.12.09  | −16,9 2009 |
| Record de chaleur (°C) date du record | 17,2 01.01.23    | 20,8 25.02.21    | 25,4 31.03.21  | 29,5 22.04.18 | 32,4 20.05.22  | 36,9 30.06.19 | 37,3 25.07.19  | 38,9 13.08.03 | 32,7 12.09.23  | 29,7 13.10.23 | 23 07.11.15     | 20,1 16.12.1989 | 38,9 2003  |
| Précipitations (mm)                   | 48,2             | 42,8             | 41             | 43,6          | 70,6           | 68,6          | 68,1           | 63,3          | 50,3           | 62,8          | 51,6            | 53,5            | 664,4      |

| Diagramme climatique                                  |            |           |             |              |              |              |              |              |             |            |            |
| J                                                     | F          | M         | A           | M            | J            | J            | A            | S            | O           | N          | D          |
| 4,9−0,348,2                                           | 6,60,242,8 | 11,23,541 | 15,86,743,6 | 19,910,570,6 | 23,513,768,6 | 25,415,468,1 | 25,215,263,3 | 20,711,550,3 | 15,27,762,8 | 8,93,351,6 | 5,60,653,5 |
| Moyennes : • Temp. maxi et mini °C • Précipitation mm |            |           |             |              |              |              |              |              |             |            |            |

Les paramètres climatiques de la commune ont été estimés pour le milieu du siècle (2041-2070) selon différents scénarios d'émission de gaz à effet de serre à partir des nouvelles projections climatiques de référence DRIAS-2020. Ils sont consultables sur un site dédié publié par Météo-France en novembre 2022.

## Urbanisme

### Typologie
Au 1er janvier 2024, Bergheim est catégorisée petite ville, selon la nouvelle grille communale de densité à sept niveaux définie par l'Insee en 2022.
Elle est située hors unité urbaine. Par ailleurs la commune fait partie de l'aire d'attraction de Colmar, dont elle est une commune de la couronne,. Cette aire, qui regroupe 95 communes, est catégorisée dans les aires de 50 000 à moins de 200 000 habitants,.

### Occupation des sols
L'occupation des sols de la commune, telle qu'elle ressort de la base de données européenne d’occupation biophysique des sols Corine Land Cover (CLC), est marquée par l'importance des territoires agricoles (60,1 % en 2018), en diminution par rapport à 1990 (61,7 %). La répartition détaillée en 2018 est la suivante : 
forêts (33,1 %), terres arables (32,5 %), cultures permanentes (23,5 %), zones urbanisées (4,1 %), zones agricoles hétérogènes (3,9 %), zones industrielles ou commerciales et réseaux de communication (2,6 %), prairies (0,1 %). L'évolution de l’occupation des sols de la commune et de ses infrastructures peut être observée sur les différentes représentations cartographiques du territoire : la carte de Cassini (XVIIIe siècle), la carte d'état-major (1820-1866) et les cartes ou photos aériennes de l'IGN pour la période actuelle (1950 à aujourd'hui).

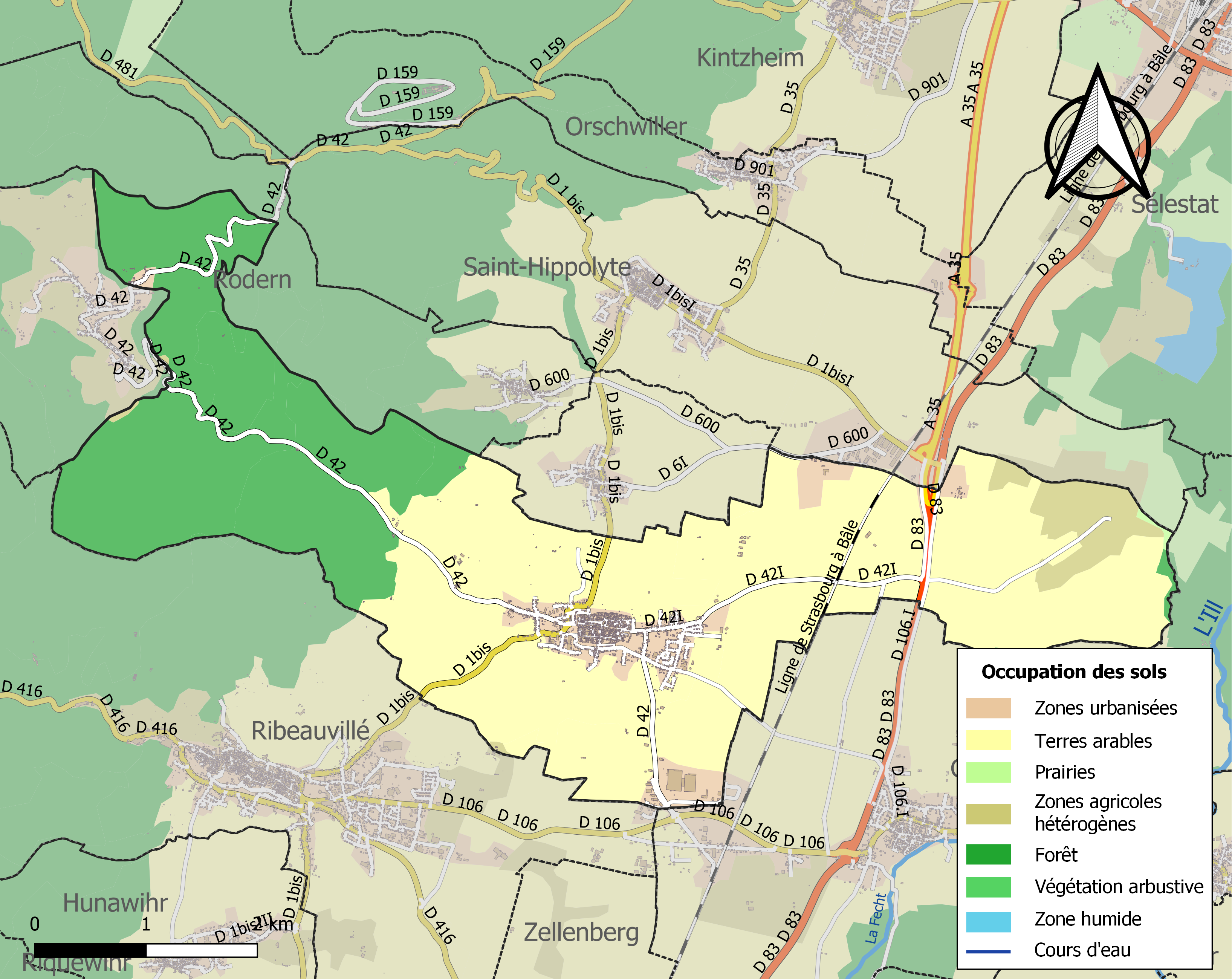
Carte des infrastructures et de l'occupation des sols de la commune en 2018 (CLC).

## Toponymie
Attestée sous la forme Berchem en 465, Bercheim en 1302, Berckheim en 1510, Bercken en 1576.
Du germanique berg (montagne), repris du celtique et du pré-celtique, et du germanique heim (village).
Bergheim peut se traduire par le « hameau de la montagne ». 

## Histoire

### Préhistoire
On a retrouvé à Bergheim 58 silos de l'époque néolithique, dont 14 contenaient des restes humains. Dans le silo 157 ont été retrouvés huit corps, et des bras gauches sectionnés qui n'appartenaient pas aux mêmes individus, témoignant d'un événement violent survenu vers 4200 av. J.-C.

### Construit sur un ancien camp romain
La ville de Bergheim a été identifiée à l’emplacement d’un ancien camp romain. En 1848, on a découvert d'anciennes mosaïques de cette époque, qui ont été partiellement reconstituées.

### Un village changeant plusieurs fois de propriétaire

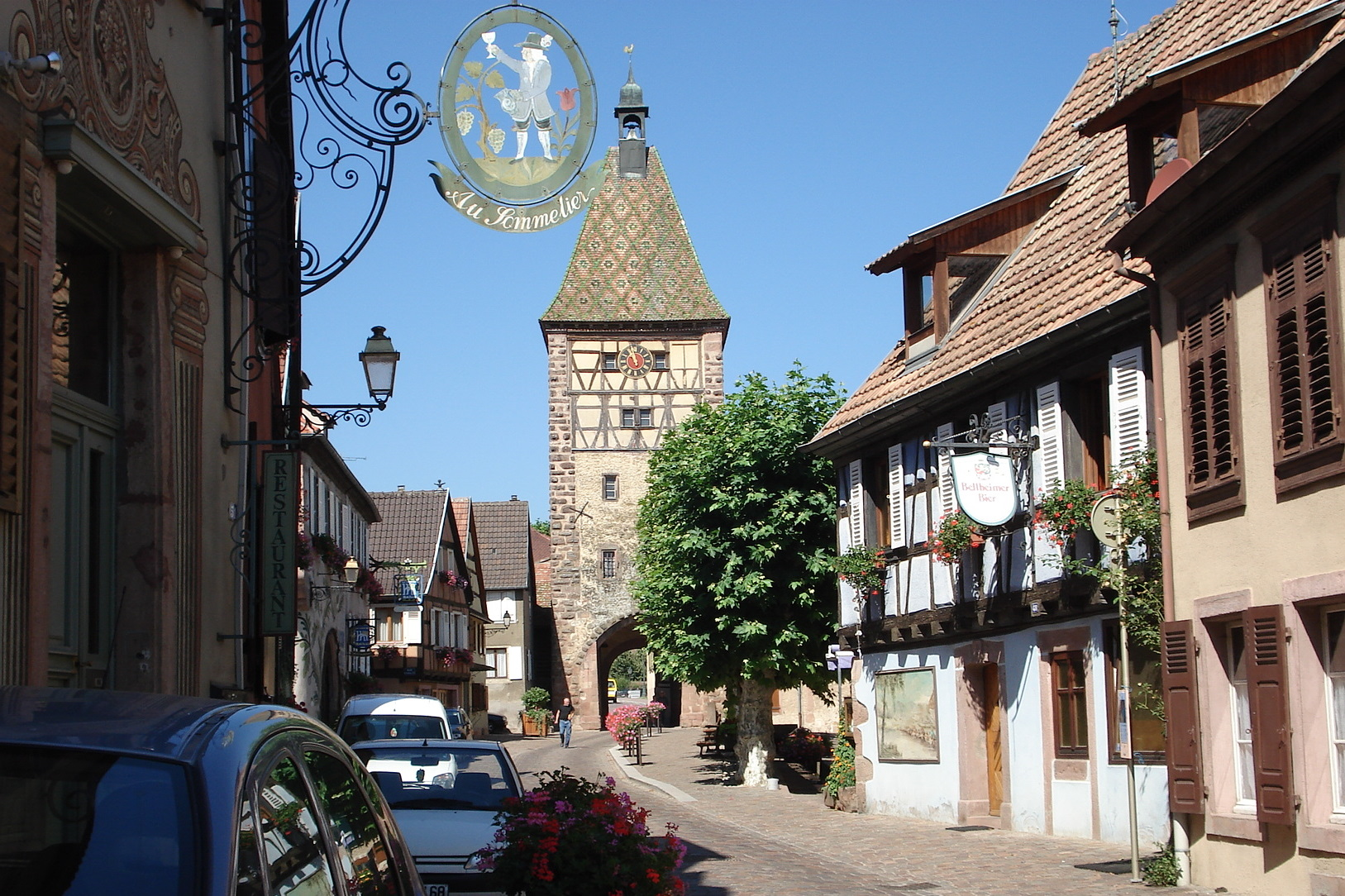
Grand'Rue, aboutissant à la Porte Haute (allem. Obertor), qui se dresse sur la flanc occidental de l'enceinte et dont on voit ici la façade arrière.

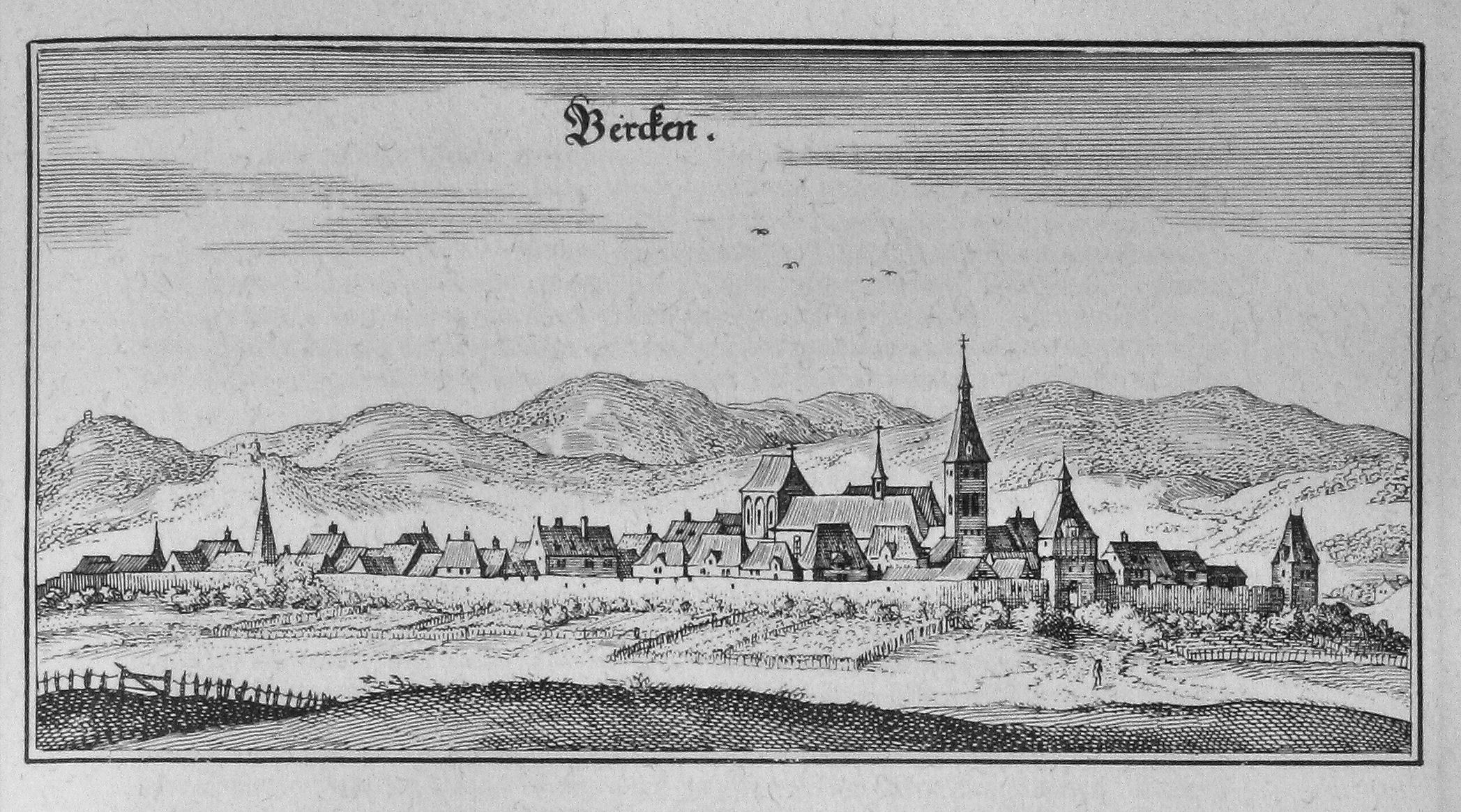
Topographia Alsatiae, Bercken

Aucun lieu en Alsace n'a aussi souvent changé de maître que le bourg de Bergheim. Au VIIe siècle, un nommé Hagio en fit don à l'abbaye de Moyenmoutier, en Lorraine. Othon Ier le donna à Conrad, père de Hermann, duc d'Alsace. Les religieux de Moyenmoutier entrèrent en possession de Bergheim en 964 par le recours de Gerhard, évêque de Toul, mais le duc Hermann s'en empara de nouveau en 978 et le concéda à un certain Lugold. Sous l'empereur Henri II, il devint la propriété des évêques de Toul, et, en 1132, le pape Innocent II confirma cette possession. En 1225, l'évêque Eudes conféra son droit sur Bergheim à Mathieu, duc de Lorraine. Mathieu céda à son tour, en 1246, Bergheim, à titre de fief, à Philippe de Gilbeviller, et à la mort de celui-ci à Hugues, comte de Lützelstein. En 1285, Cuno de Berckheim (famille de Mittelbergheim issue de la branche d'Andlau) est l'un des 500 chevaliers invités du comte de Chiny et participe aux fêtes, joutes et tournoi qui se donnent à Chauvency-le-Château près de Montmédy. Il y était venu avec d'autres Alsaciens, dont Conrad Warnier ou Werhner de Hattstatt. Le trouvère Jacques Bretel, chargé de faire le reportage de ces journées, raconte la joute qui opposa alors Cuno de Berckheim au seigneur de Faucogney.
En 1287, Bergheim était entre les mains des Rappolstein. En 1301, Albert Ier, roi des Romains, l'engagea à Burcard de Geroldseck. Henri II de Ribeaupierre le reprit sur ce dernier, l'entoura de fortifications et l'offrit à l'empereur Henri VII, dont il le reçut en fief, en 1312.
Bergheim fut finalement élevée au rang de ville libre sous la tutelle de Henri de Ribeaupierre. C’est en 1313 que Bergheim obtint le privilège de frapper la monnaie, le droit de refuge et le droit de perception de droits de douane. Des vestiges historiques abondants de cette époque sont bien conservés de nos jours.
En 1470, le village est assiégé par les troupes de Charles le Téméraire.

### 1582-1683: procès de sorcellerie
De nombreux procès pour sorcellerie à Bergheim sont documentés pour la période située entre 1582 et 1683, dans un contexte de chasse aux sorcières sévissant également en Alsace à  Molsheim, Sélestat, Haguenau, Ensisheim, Benfeld, Saverne, Ban de la Roche. 
De 1582 à 1630, les procès jugés sur le bailliage de Bergheim sont allemands, les derniers procès (1646, Ribeauvillé et 1683) sont français.
Sur toute cette période, quarante femmes seront brûlées vives, dont vingt-deux en l'espace de cinq mois pour la seule année 1630. 
Malgré l'ordonnance royale de 1682 décriminalisant la sorcellerie, le dernier procès de 1683 à Bergheim verra encore la condamnation à mort pour sorcellerie d'Ursule Semler, 73 ans.
La ville de Bergheim a choisi de consacrer son musée municipal, un bâtiment historique datant de 1550, à l’histoire de ces nombreux procès de sorcellerie jugés à Bergheim entre 1582 et 1683 en s'appuyant exclusivement sur des faits historiquement avérés. 
Le projet est confié à la Société d’Histoire de Bergheim et le lieu inauguré en 1997 sous le nom de « Maison des sorcières ». 
Le musée, géré par l'association Culture et Patrimoine de Bergheim, présente à travers une exposition sur trois étages, les procès pour sorcellerie de Bergheim ainsi que l'histoire de la sorcellerie en Alsace, la question de la représentation de la femme, la tolérance et la crainte de l'inconnu.
La Société d’Histoire de Bergheim a publié en 2021 le catalogue bilingue de l'exposition sous le titre Les procès de sorcellerie à Bergheim = Die Hexenverfolgung in Berheim : 1582-1683.

### Guerres mondiales
Un bombardier US B17 s’est écrasé à Bergheim le 27 mai 1944 après avoir été pris en chasse par un Messerschmitt.
Huit personnes nées à Bergheim ont été déportées,.
C'est au « Grasberg » que reposent 5 308 soldats allemands morts pendant la Deuxième Guerre mondiale,.

## Politique et administration

### Découpage territorial
La commune de Bergheim est membre de la communauté de communes du Pays de Ribeauvillé, un établissement public de coopération intercommunale (EPCI) à fiscalité propre créé le 30 mai 1996 dont le siège est à Ribeauvillé. Ce dernier est par ailleurs membre d'autres groupements intercommunaux.
Sur le plan administratif, elle est rattachée à l'arrondissement de Colmar-Ribeauvillé, à la circonscription administrative de l'État du Haut-Rhin, en tant que circonscription administrative de l'État, et à la région Grand Est. 
Sur le plan électoral, elle dépendait jusqu'en 2020 du  canton de Sainte-Marie-aux-Mines pour l'élection des conseillers départementaux au sein du conseil départemental du Haut-Rhin. Depuis le 1er janvier 2021, elle dépend du même canton pour l'élection des conseillers d'Alsace au sein de la collectivité européenne d'Alsace.

### Budget et fiscalité 2021

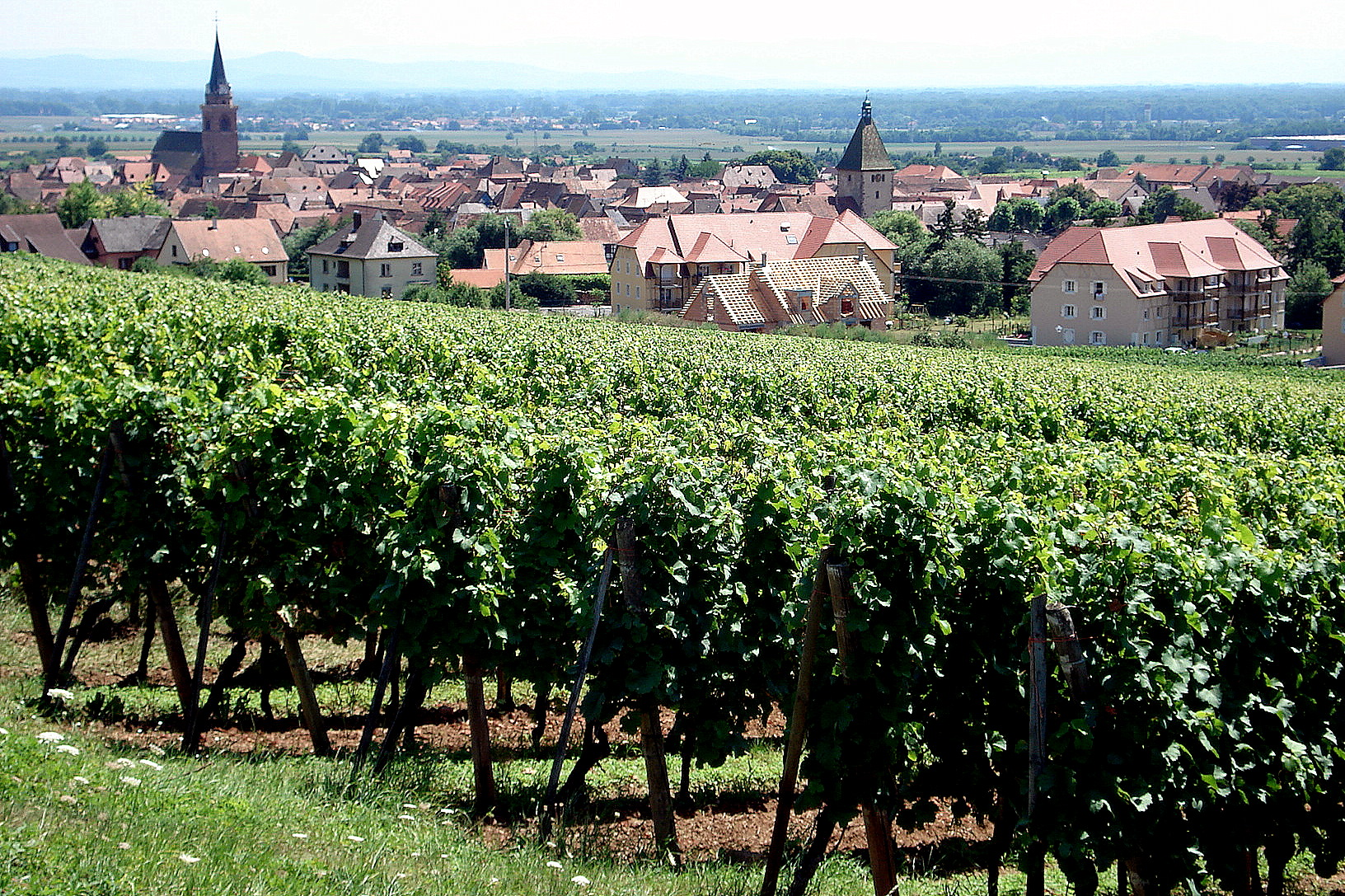
Bergheim vue depuis les coteaux de l'Altenberg. Ville ancienne à gauche, s'échelonnant entre l'église paroissiale et le beffroi de la Porte-Haute ; à l'avant-plan à droite, immeubles neufs du Froen.

En 2021, le budget de la commune était constitué ainsi :
- total des produits de fonctionnement : 2 525 000 €, soit 1 178 € par habitant ;
- total des charges de fonctionnement : 2 007 000 €, soit 936 € par habitant ;
- total des ressources d'investissement : 1 361 000 €, soit 634 € par habitant ;
- total des emplois d'investissement : 1 896 000 €, soit 884 € par habitant ;
- endettement : 253 000 €, soit 118 € par habitant.

Avec les taux de fiscalité suivants :
- taxe d'habitation : 13,11 % ;
- taxe foncière sur les propriétés bâties : 21,60 % ;
- taxe foncière sur les propriétés non bâties : 36,77 % ;
- taxe additionnelle à la taxe foncière sur les propriétés non bâties : 0,00 % ;
- cotisation foncière des entreprises : 0,00 %.

Chiffres clés Revenus et pauvreté des ménages en 2020 : médiane en 2020 du revenu disponible, par unité de consommation : 24 130 €.

## Population et société

### Démographie

#### Évolution démographique
L'évolution du nombre d'habitants est connue à travers les recensements de la population effectués dans la commune depuis 1793. Pour les communes de moins de 10 000 habitants, une enquête de recensement portant sur toute la population est réalisée tous les cinq ans, les populations de référence des années intermédiaires étant quant à elles estimées par interpolation ou extrapolation. Pour la commune, le premier recensement exhaustif entrant dans le cadre du nouveau dispositif a été réalisé en 2004.

En 2022, la commune comptait 2 061 habitants, en évolution de −4,01 % par rapport à 2016 (Haut-Rhin : +0,66 %, France hors Mayotte : +2,11 %).
| 1793  | 1800  | 1806  | 1821  | 1831  | 1836  | 1841  | 1846  | 1851  |
| ----- | ----- | ----- | ----- | ----- | ----- | ----- | ----- | ----- |
| 2 546 | 2 769 | 3 081 | 3 194 | 3 518 | 3 659 | 3 449 | 3 491 | 3 596 |

| 1856  | 1861  | 1866  | 1871  | 1875  | 1880  | 1885  | 1890  | 1895  |
| ----- | ----- | ----- | ----- | ----- | ----- | ----- | ----- | ----- |
| 3 126 | 3 200 | 3 089 | 3 074 | 2 737 | 2 771 | 2 586 | 2 505 | 2 484 |

| 1900  | 1905  | 1910  | 1921  | 1926  | 1931  | 1936  | 1946  | 1954  |
| ----- | ----- | ----- | ----- | ----- | ----- | ----- | ----- | ----- |
| 2 424 | 2 209 | 1 956 | 1 714 | 1 695 | 1 704 | 1 714 | 1 717 | 1 727 |

| 1962  | 1968  | 1975  | 1982  | 1990  | 1999  | 2004  | 2006  | 2009  |
| ----- | ----- | ----- | ----- | ----- | ----- | ----- | ----- | ----- |
| 1 708 | 1 753 | 1 703 | 1 774 | 1 802 | 1 830 | 1 850 | 1 837 | 1 906 |

| 2014  | 2019  | 2022  | - | - | - | - | - | - |
| ----- | ----- | ----- | - | - | - | - | - | - |
| 2 030 | 2 070 | 2 061 | - | - | - | - | - | - |

## Culture locale et patrimoine

### Lieux et monuments
- Remparts (XIVe - XVe siècle)[48],[49], avec sur le flanc occidental une tour-porte, la Porte Haute[50] ou Obertor, érigée au XIVe siècle et remaniée au XVIe, la seule à subsister des trois portes que comptait autrefois le bourg. Les fortifications ont été restaurées entre 2006 et 2011 par les bénévoles de l'association Chantiers histoire et architecture médiévales[51].
- Ancienne commanderie de Templiers, dite Le Tempelhof[52],[53].
- Château de Reichenberg[54],[55].
- Hôtel de ville (1767)[56].
- Ancienne maison d'école[57], aujourd'hui musée de la ville (1550). L'édifice abrite depuis 1997 la « Maison des Sorcières »[58],[59], un musée avec une exposition permanente consacrée aux procès de sorcellerie jugés à Bergheim entre 1582 et 1683[60],[61].
- Tanzlinde de Bergheim, un tilleul de danse (tilia platyphyllos) planté en 1313 et arbre remarquable depuis 2017[62].
- Le cadran solaire astronomique[63].
- Les 3 fontaines[64],[65],[66],[67], dont la fontaine située place du Docteur-Pierre-Walter.
- Le lavoir extra-muros[68].

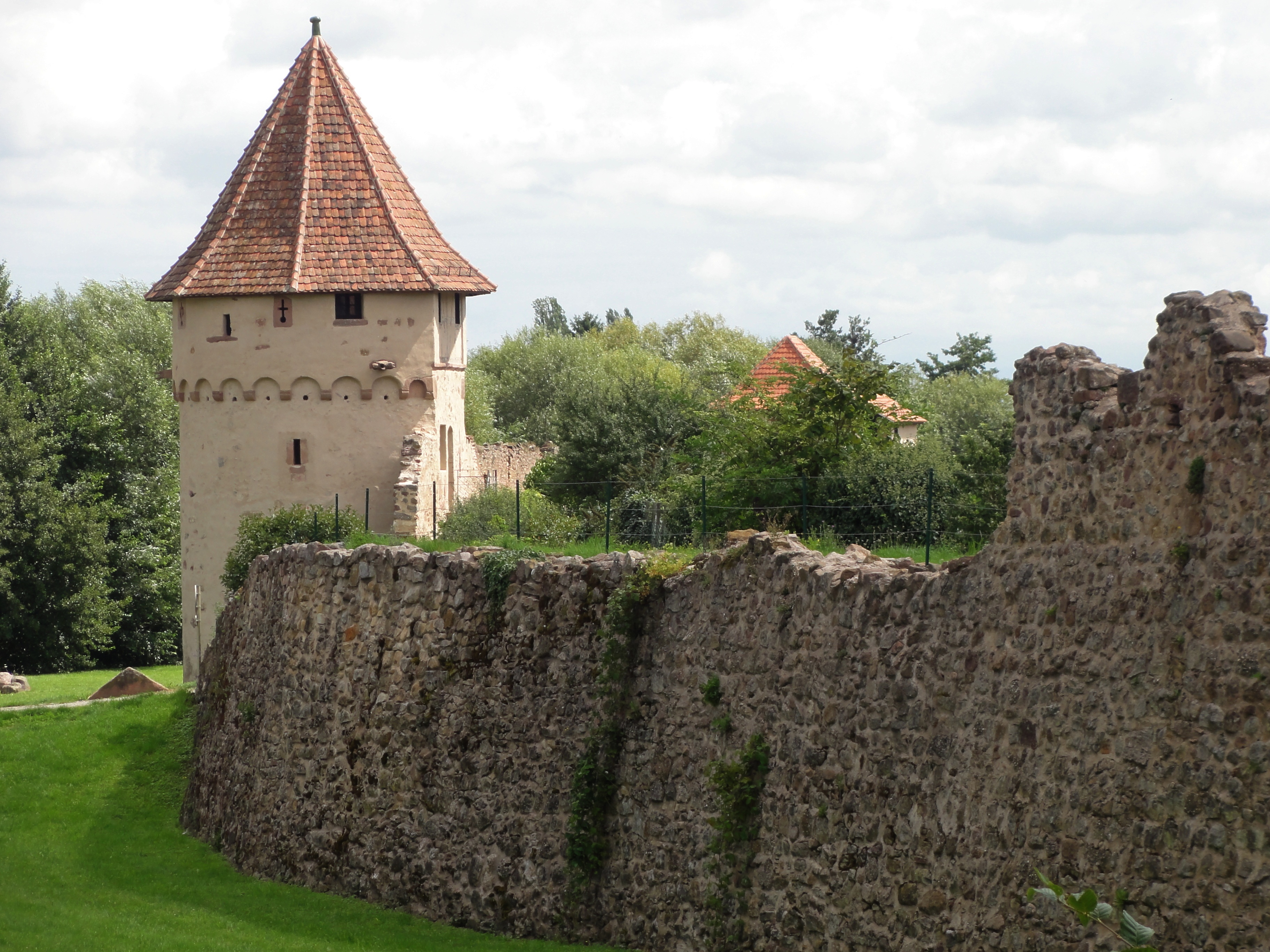
Enceinte médiévale (XIVe), Tour B.
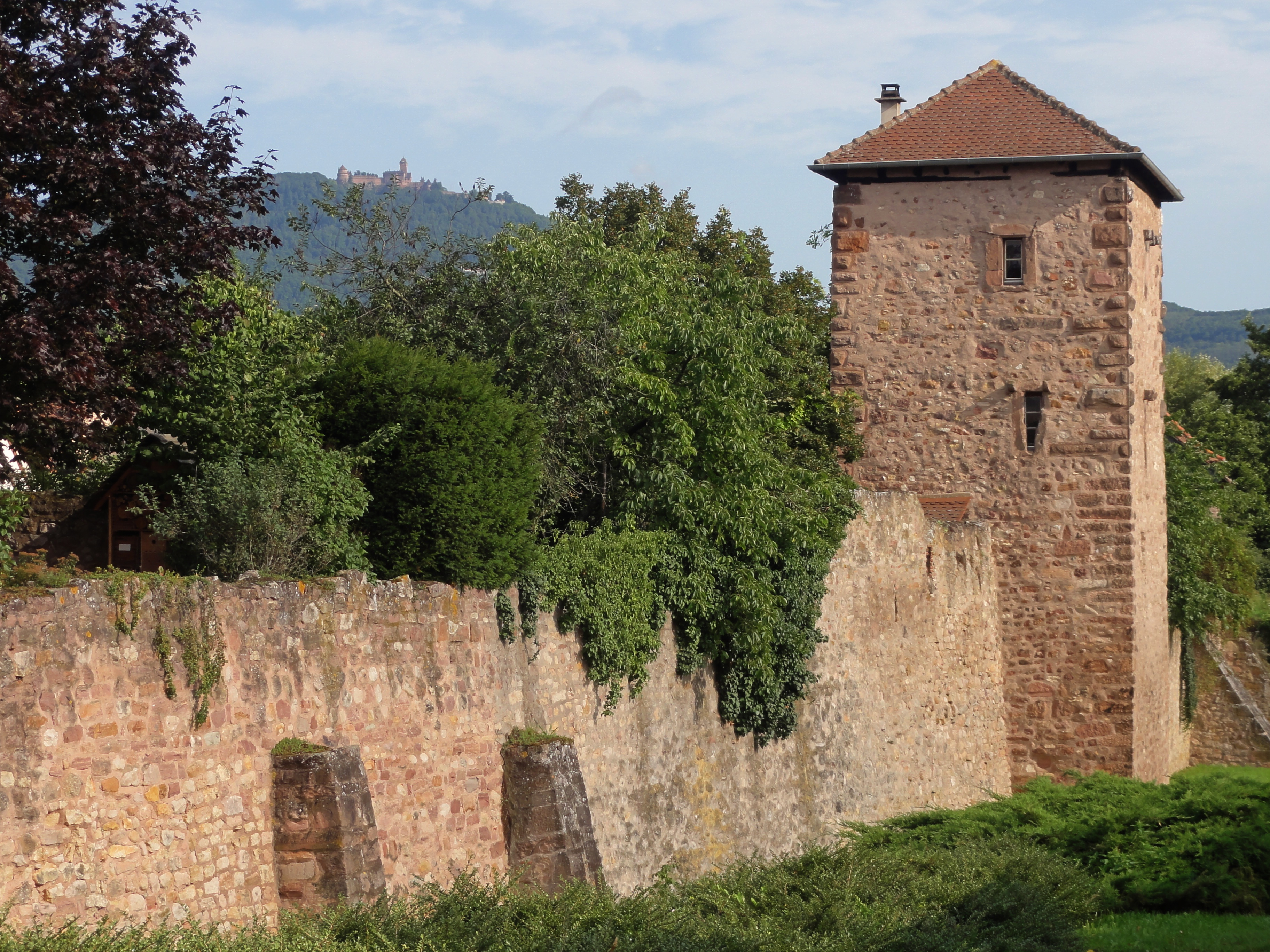
Enceinte médiévale (XIVe), Tour E rectangulaire, vers l'est.
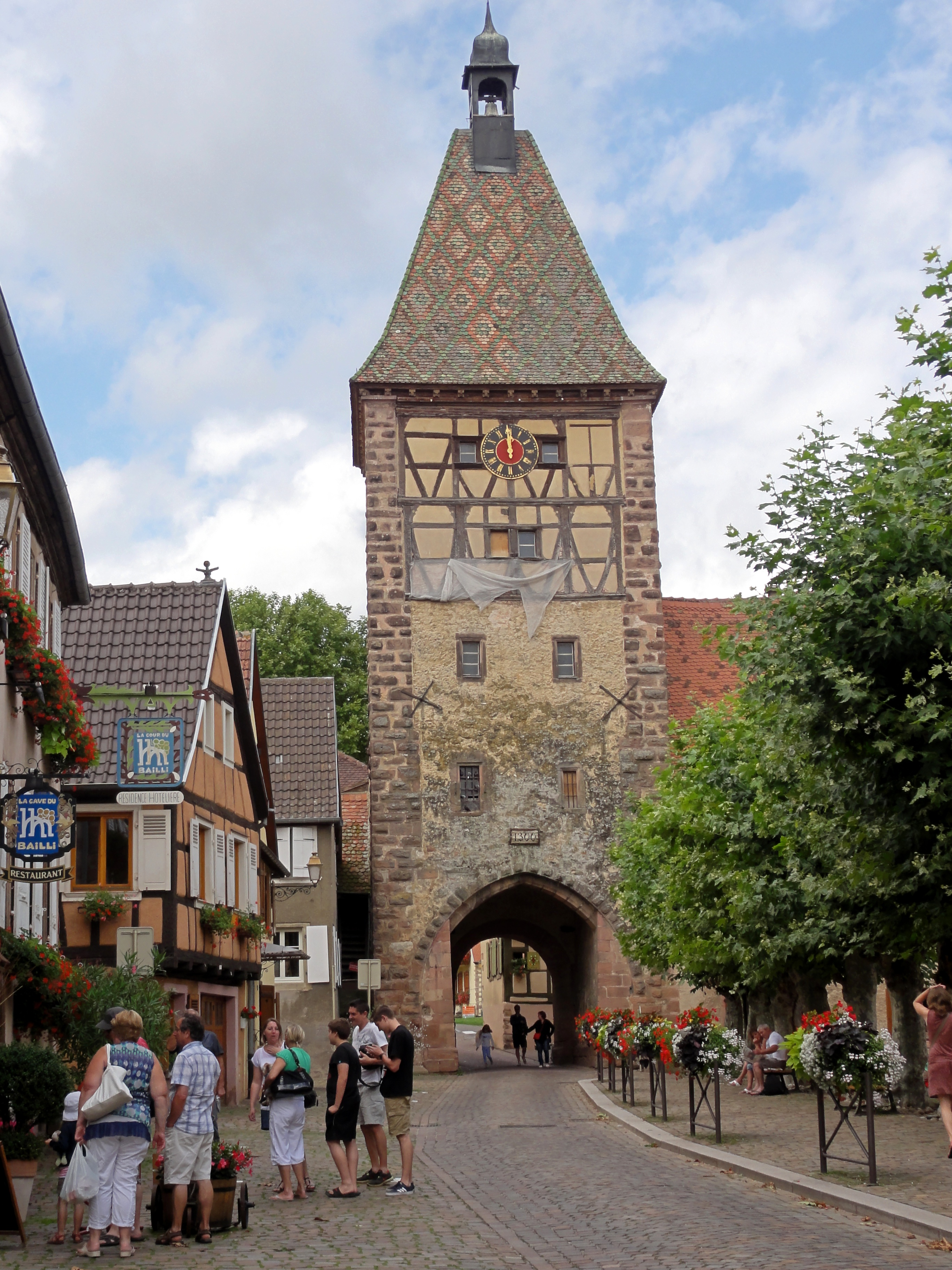
Enceinte médiévale (XIVe), Porte Haute.
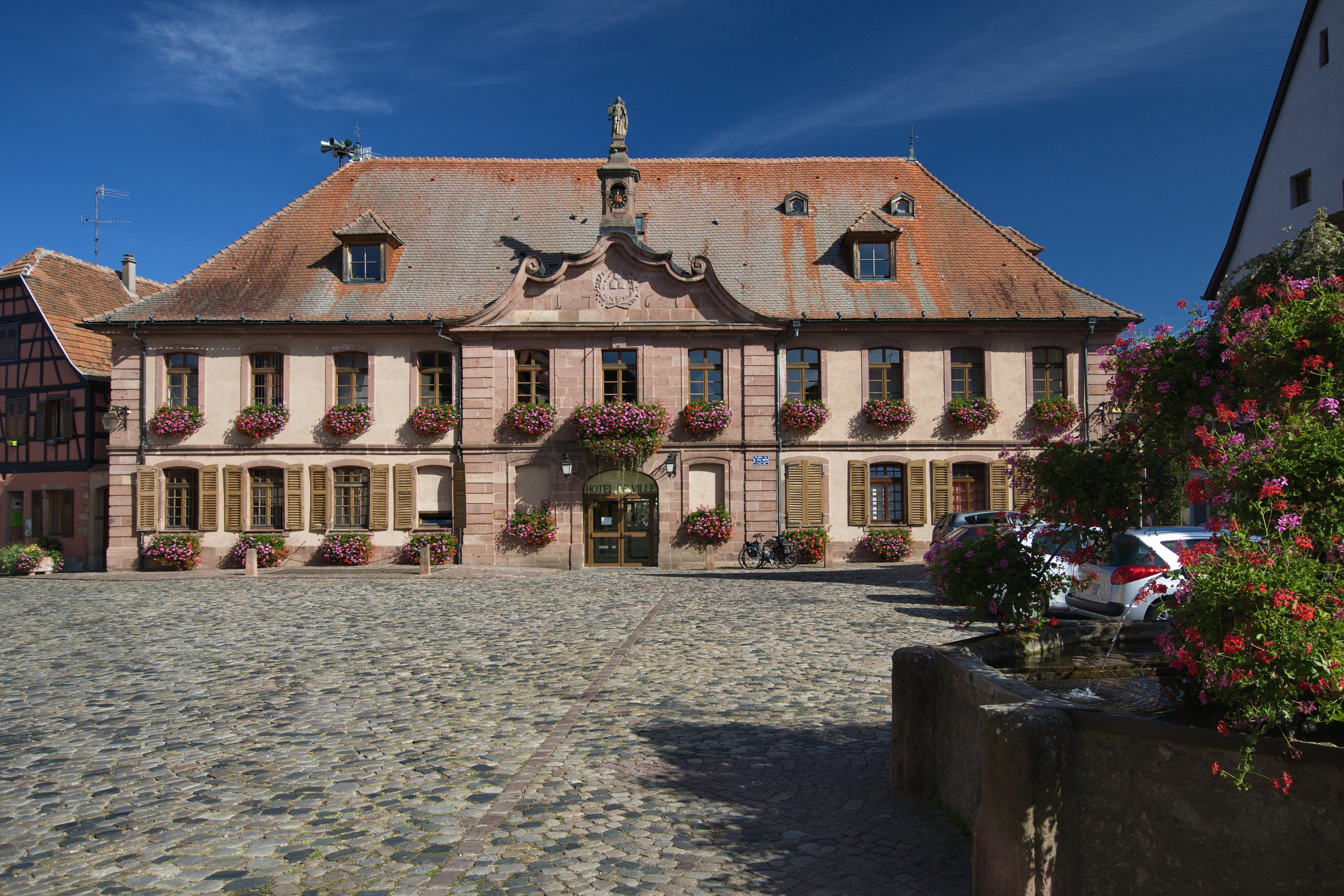
Hôtel de ville (1767).
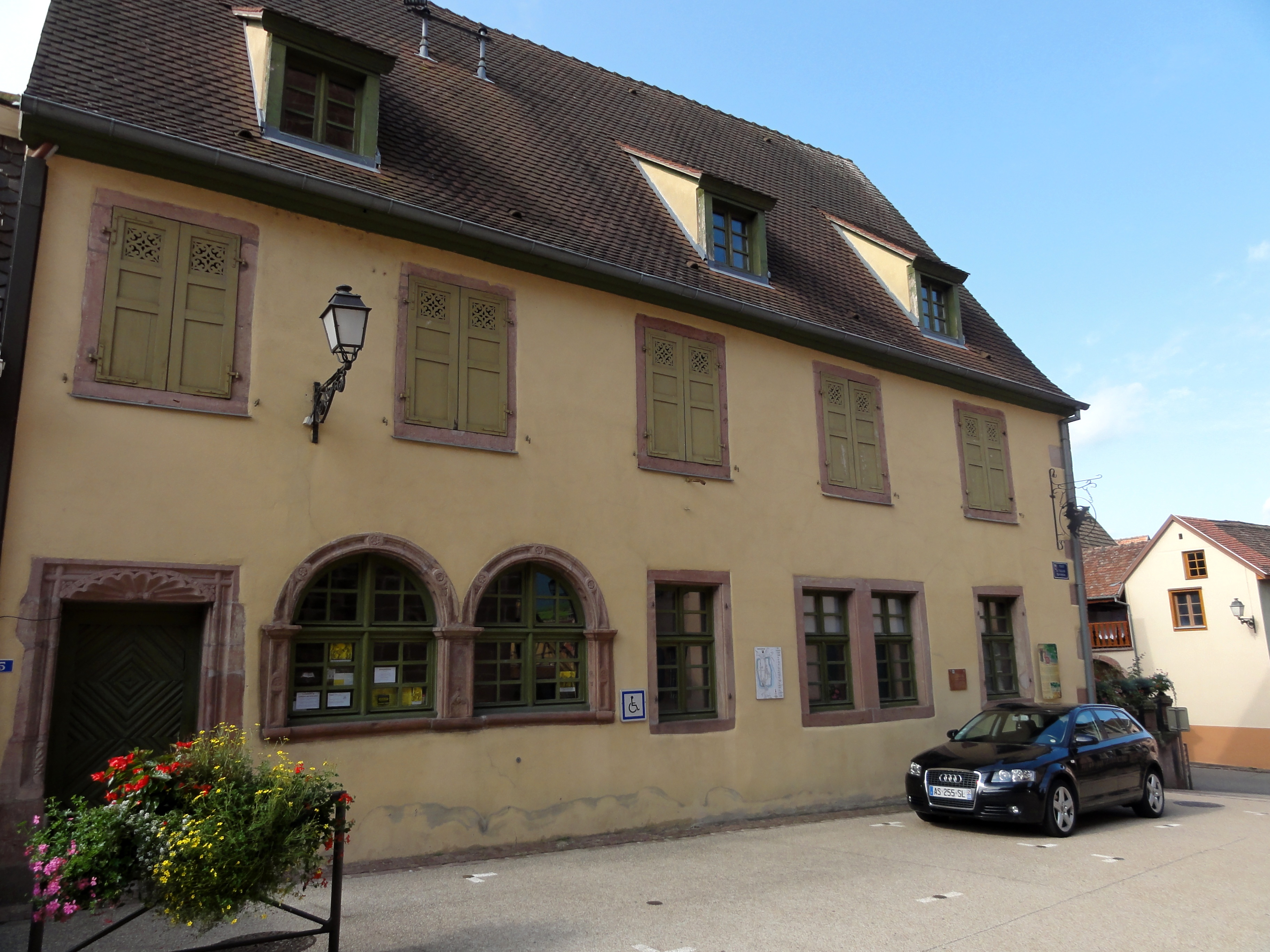
Ossuaire, puis école, aujourd'hui Musée de la ville (XVIe)[69].
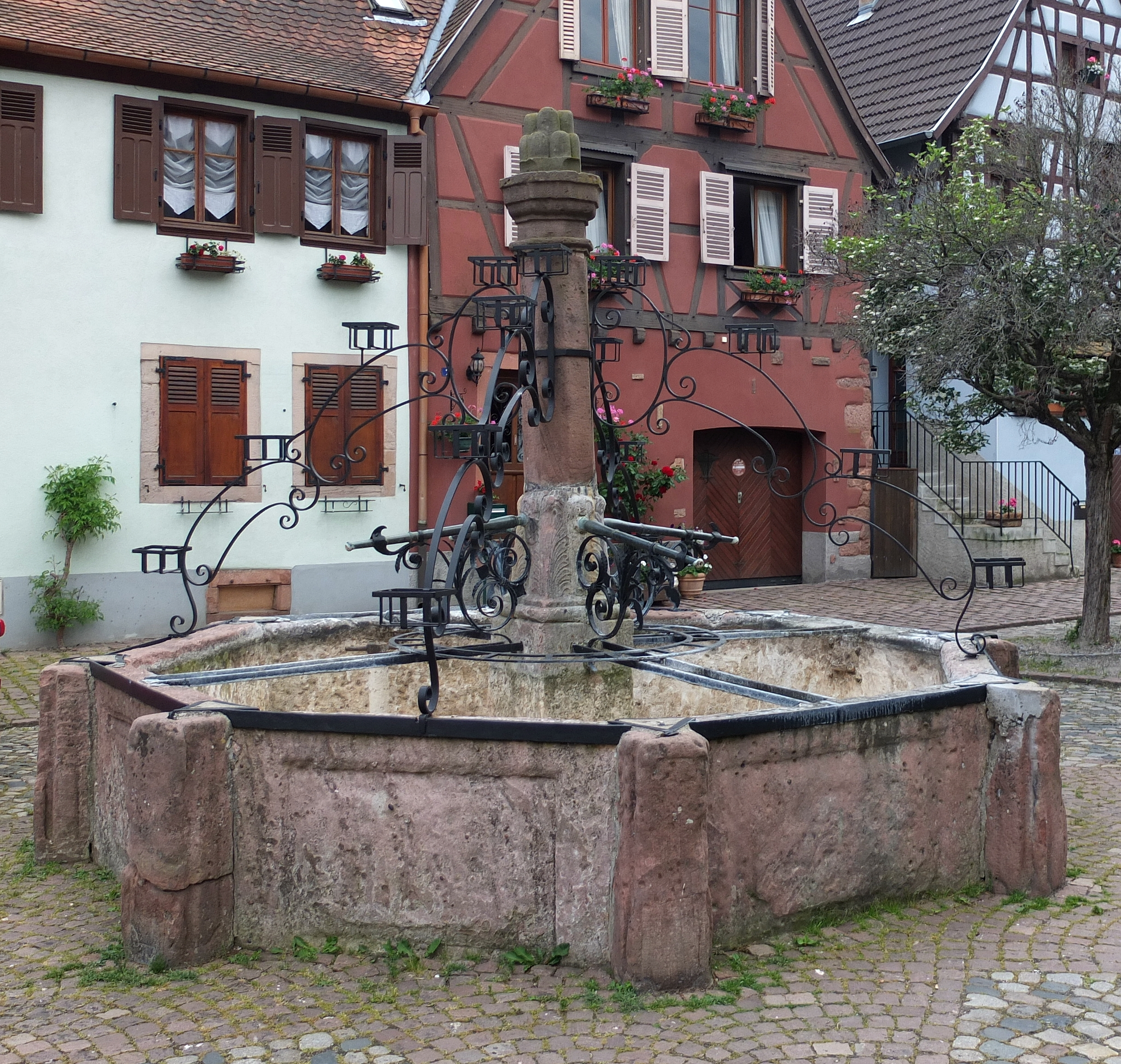
Fontaine (XVIe), place du Docteur-Pierre-Walter.

- Église paroissiale de l'Assomption de la Bienheureuse Vierge Marie : celle-ci fut probablement, et pour l’essentiel, construite entre 1320 et 1347[70],[71],[72]. Remontent, en effet, à cette époque gothique les éléments suivants :
  - le chevet voûté, avec abside à cinq pans, que jouxte au nord une sacristie voûtée à croisée d'ogives ;
  - la nef à trois vaisseaux ;
  - le clocher occidental, précédé d’un porche, également à croisée d'ogives ;
  - et de nombreux éléments sculptés datant du XIVe siècle, tels que le tympan de L'Adoration des Mages surmontant le portail d’entrée, et quelques fragments d'un portail du Jugement dernier apposés contre le flanc sud de la nef.

Cependant, l'aspect actuel de la nef est déterminé surtout par un remaniement dans le sens baroque effectué en 1718, lors duquel le vaisseau central fut couvert d'un plafond et séparé des bas-côtés par des arcs en plein-cintre s’appuyant sur des colonnes toscanes. La chapelle des Quatorze Saints Auxiliateurs, de style néogothique, qui renferme d'intéressantes œuvres d'art tant peintes que sculptées, fut ajoutée au flanc sud en 1819. La sacristie sud, de style néo-gothique également, date de la fin du XIXe siècle. Les grandes orgues, de type Rinkenbach, sont de 1903 ; le bâti néobaroque qui les abrite date de 1879, mais incorpore des sculptures originales de 1740,,. Le Buffet d'Orgue a été construit en 1740 par Jean Jodoc Von Esch. La dernière restauration de l'instrument a été effectuée par Michel Gaillard en 2006.
Bergheim est aujourd'hui le siège d'une communauté de paroisses regroupant 8 paroisses : Bergheim, Guémar, Illhaeusern, Ostheim, Rodern, Rorschwihr, Saint Hippolyte et Thannenkirch. Ce regroupement porte le nom de « Communauté de paroisses du Bon Pasteur, entre Ill et Taennchel » et peut être découvert via son site Internet www.paroisses-bergheim.fr.

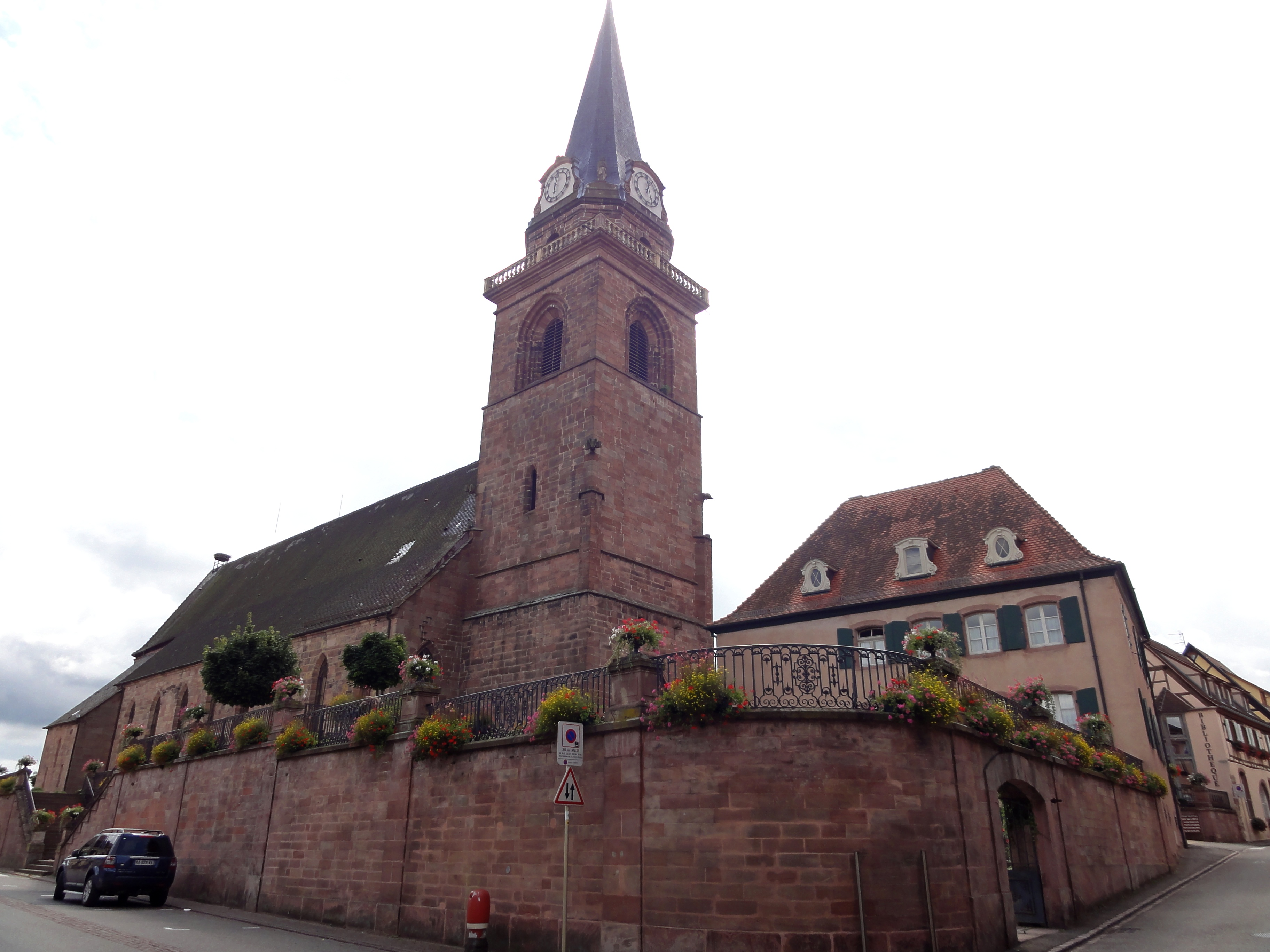
Vue d'ensemble, côté nord-ouest.
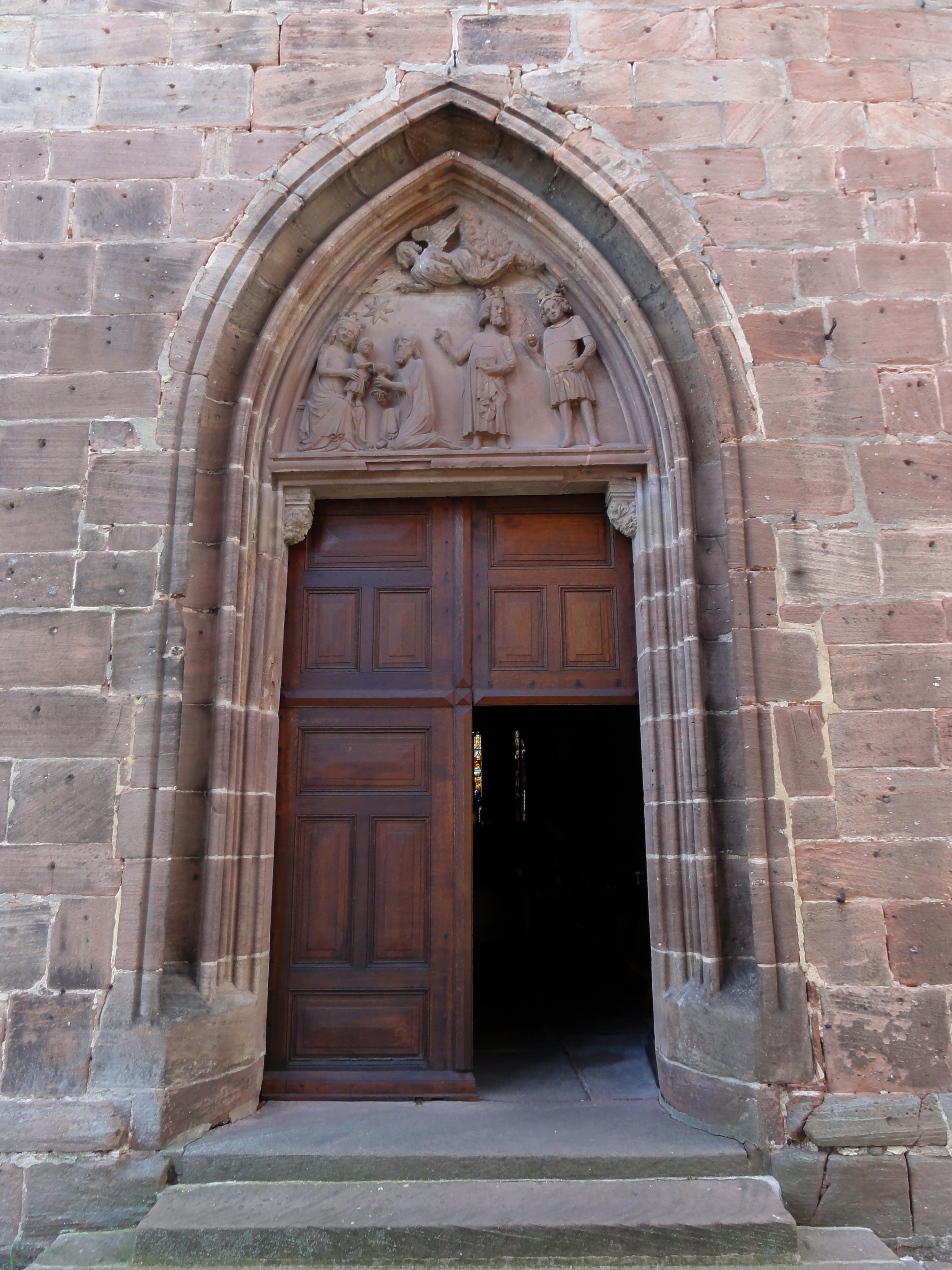
Tympan du portail d'entrée « Adoration des Mages » (XIVe).
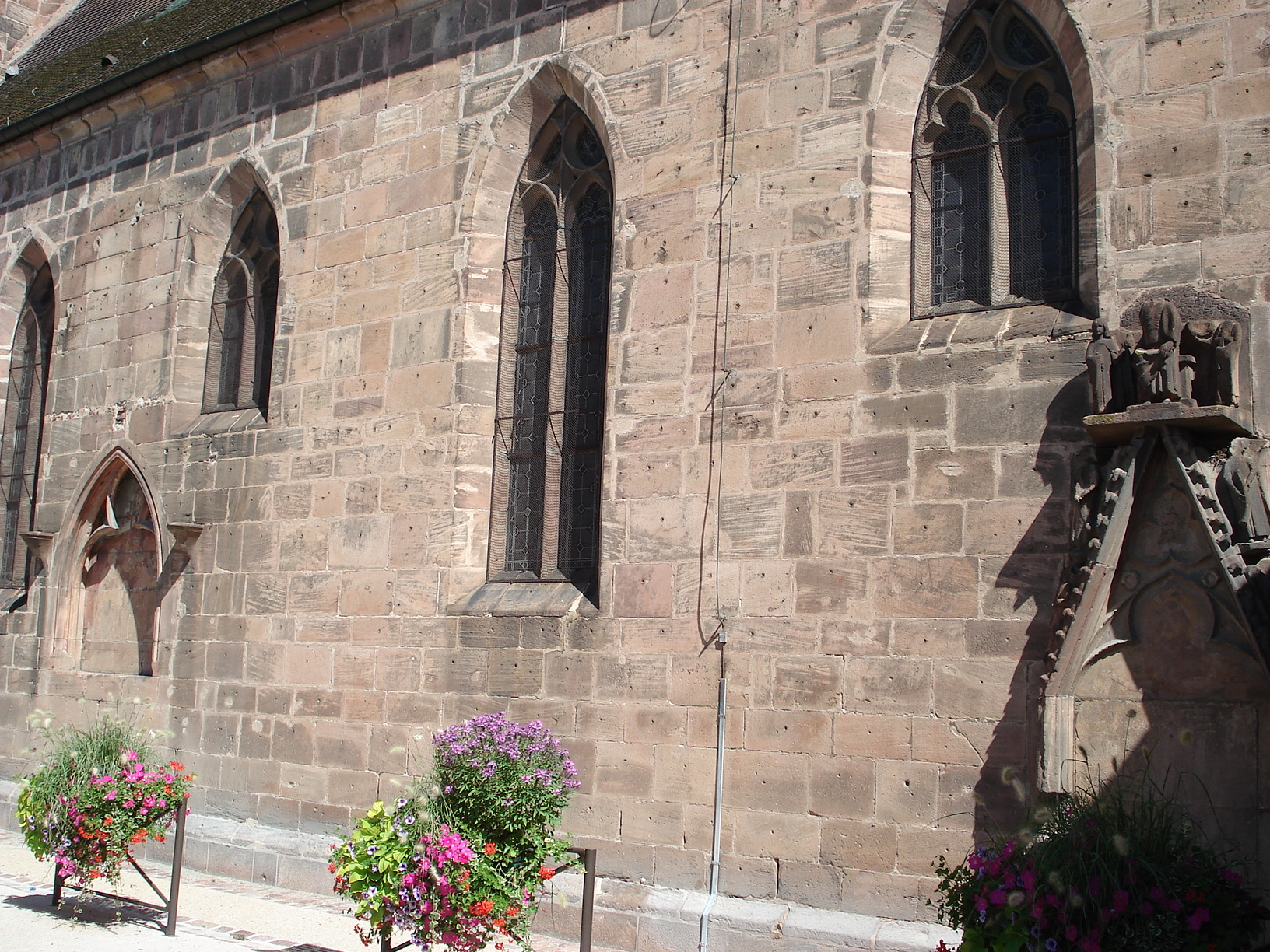
Plan rapproché du mur gouttereau sud de la nef avec, à droite, fragments du portail du Jugement dernier.
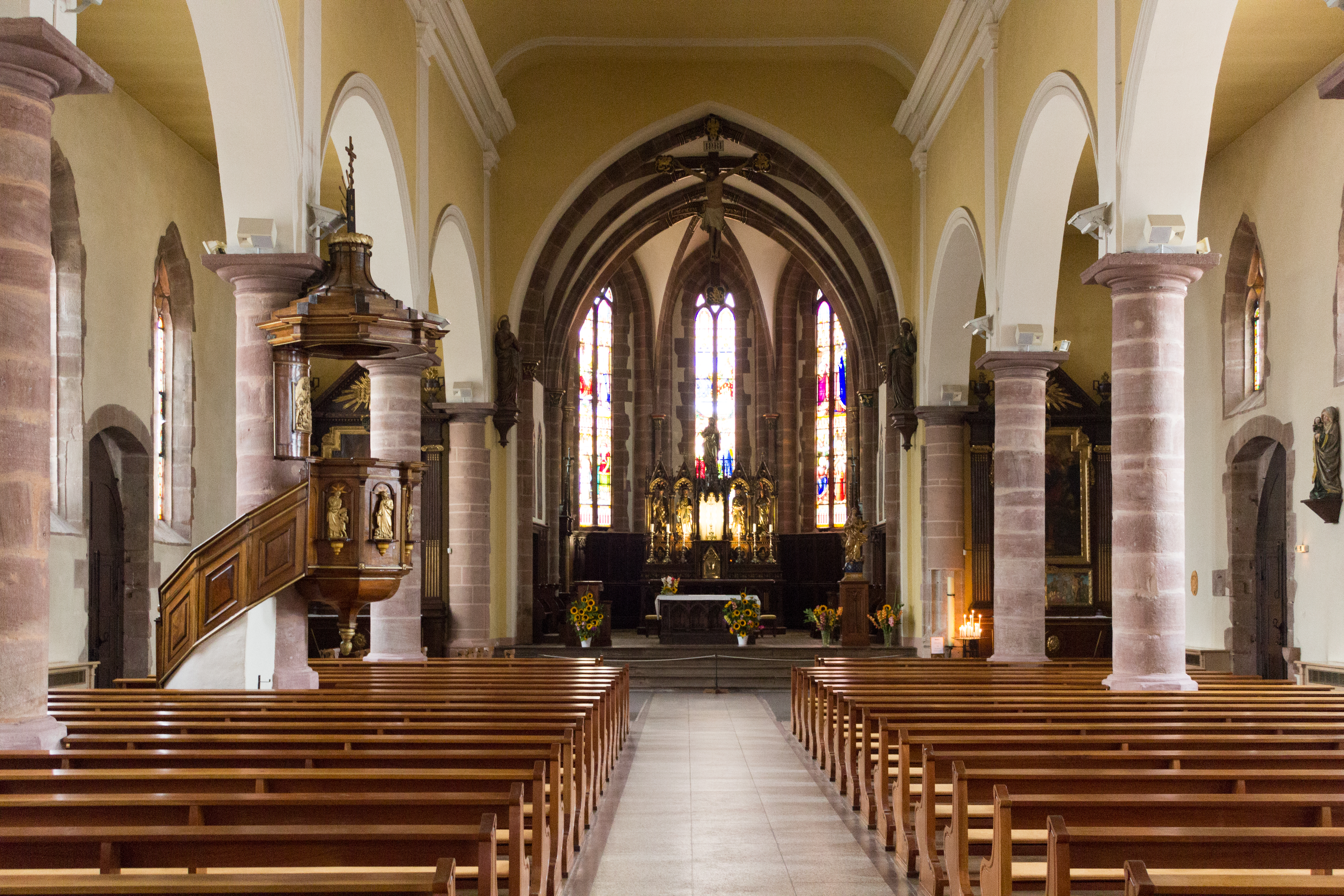
Intérieur, avec chœur gothique au fond, et nef réaménagée en sens baroque avec plafond et arcs plein-cintre sur colonnes de type toscan.

- Maisons inscrites dans la base Mérimée des monuments historiques
  - Maison au 6, place du Docteur-Pierre-Walter
  - Maison au 8, place du Docteur-Pierre-Walter
  - Maison au 2-4, rue du Haut-Koenigsbourg
  - Maison au 31, rue des Vignerons
  - Maison au 62, rue des Vignerons

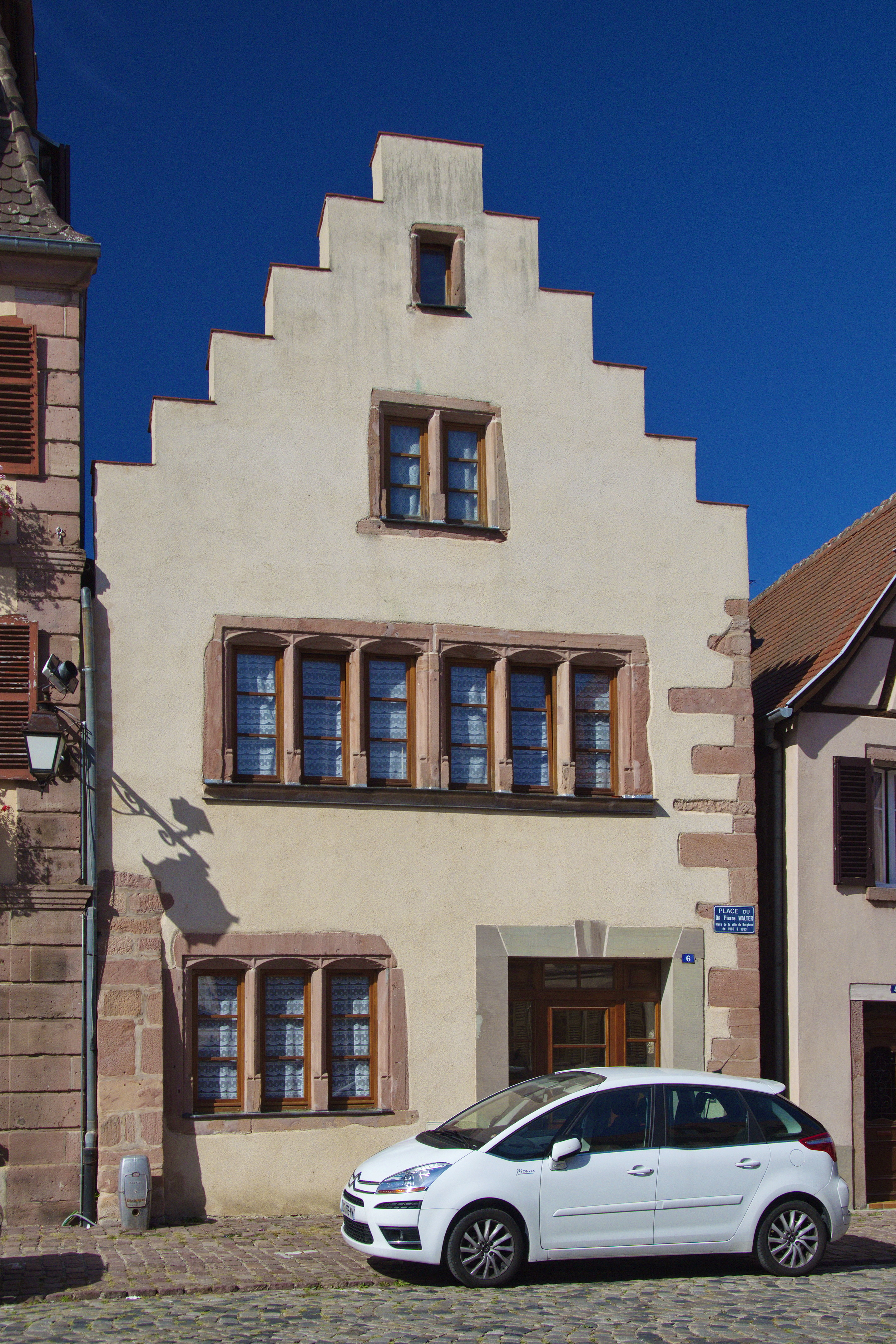
Maison, 6 place du Docteur Pierre-Walter (XVIe)[76].
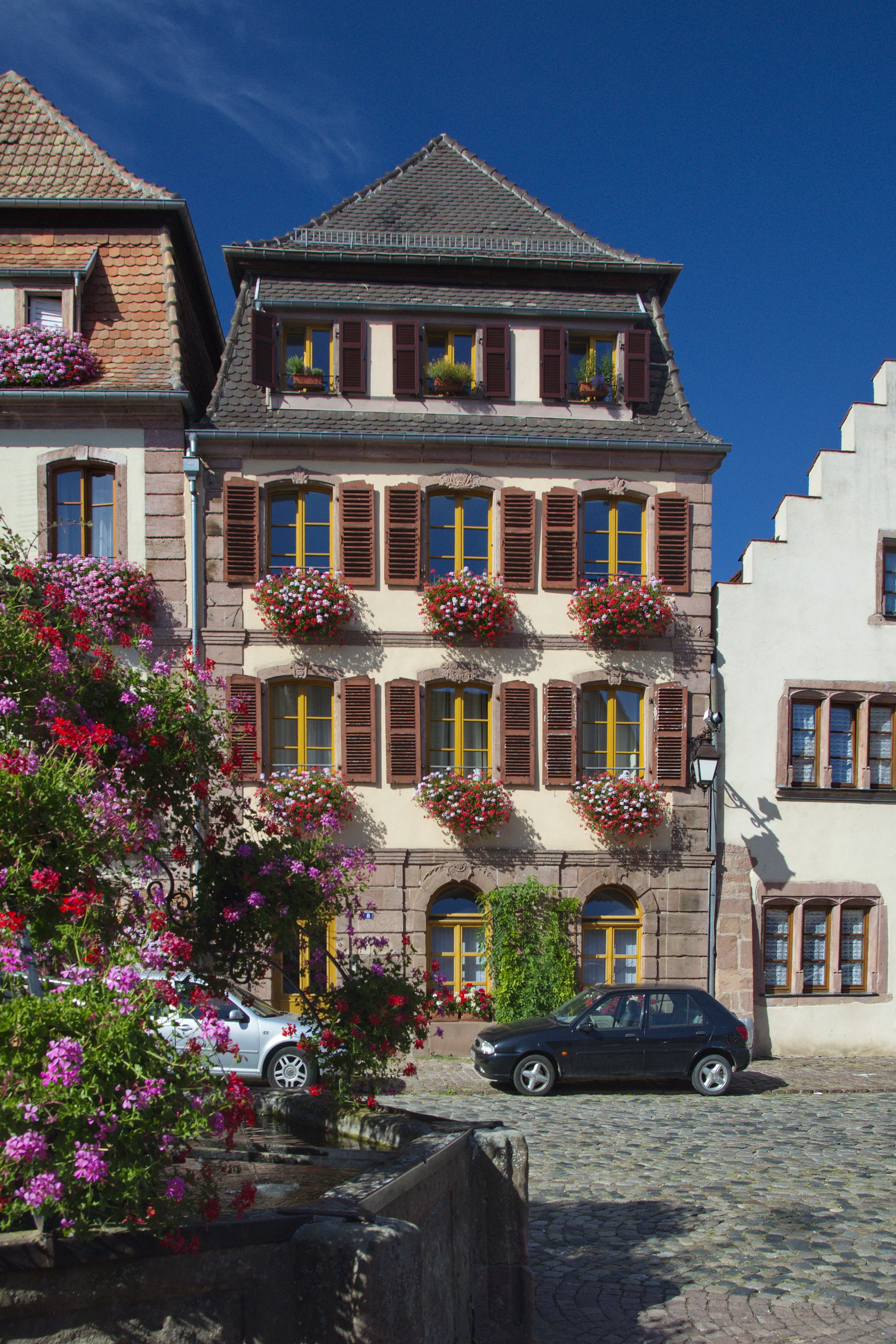
Maison, 8 place du Docteur Pierre-Walter (XVIIIe)[77].
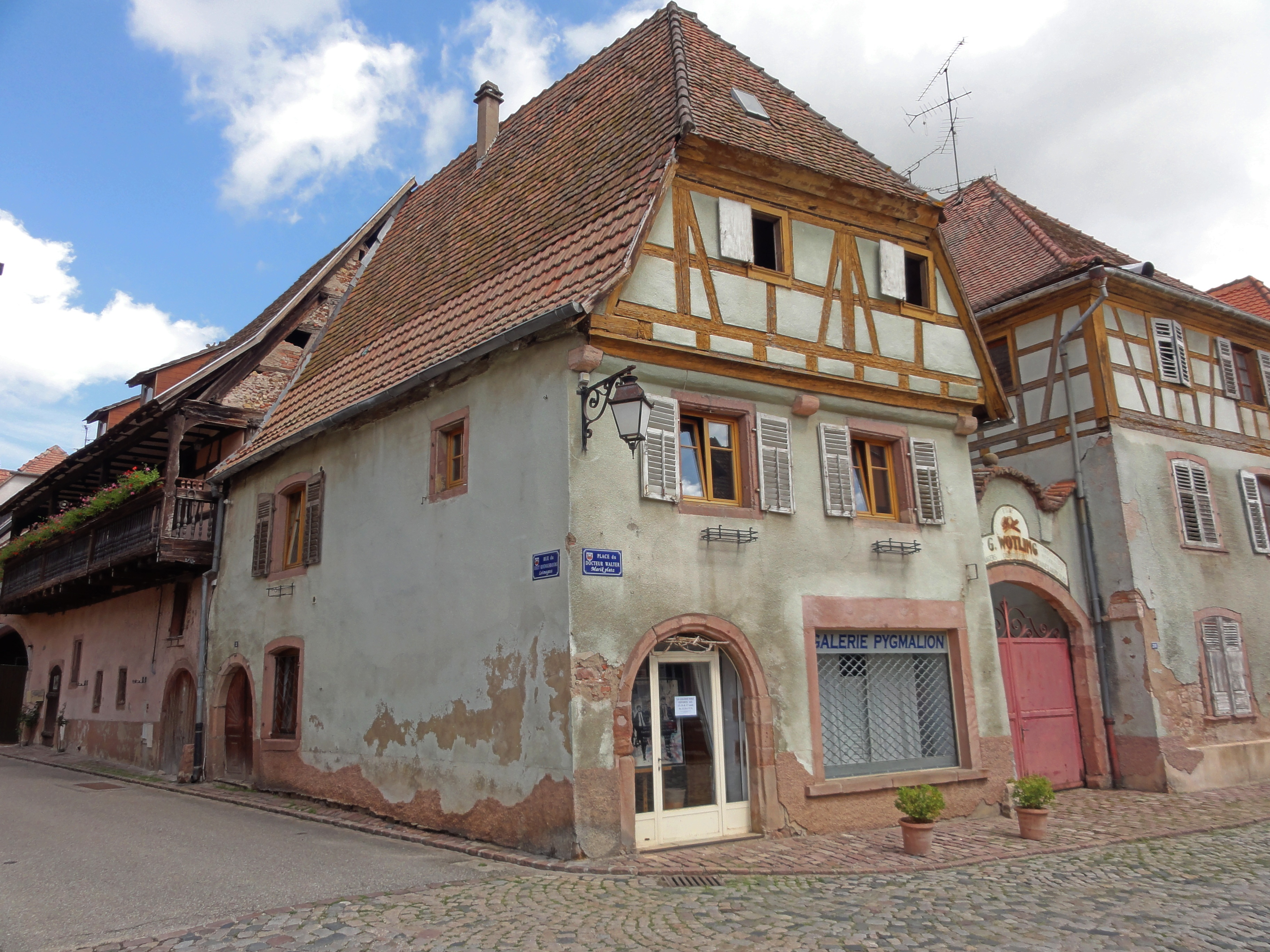
Maisons, 2-4 rue du Haut-Koenigsbourg (XVIIe)[78].
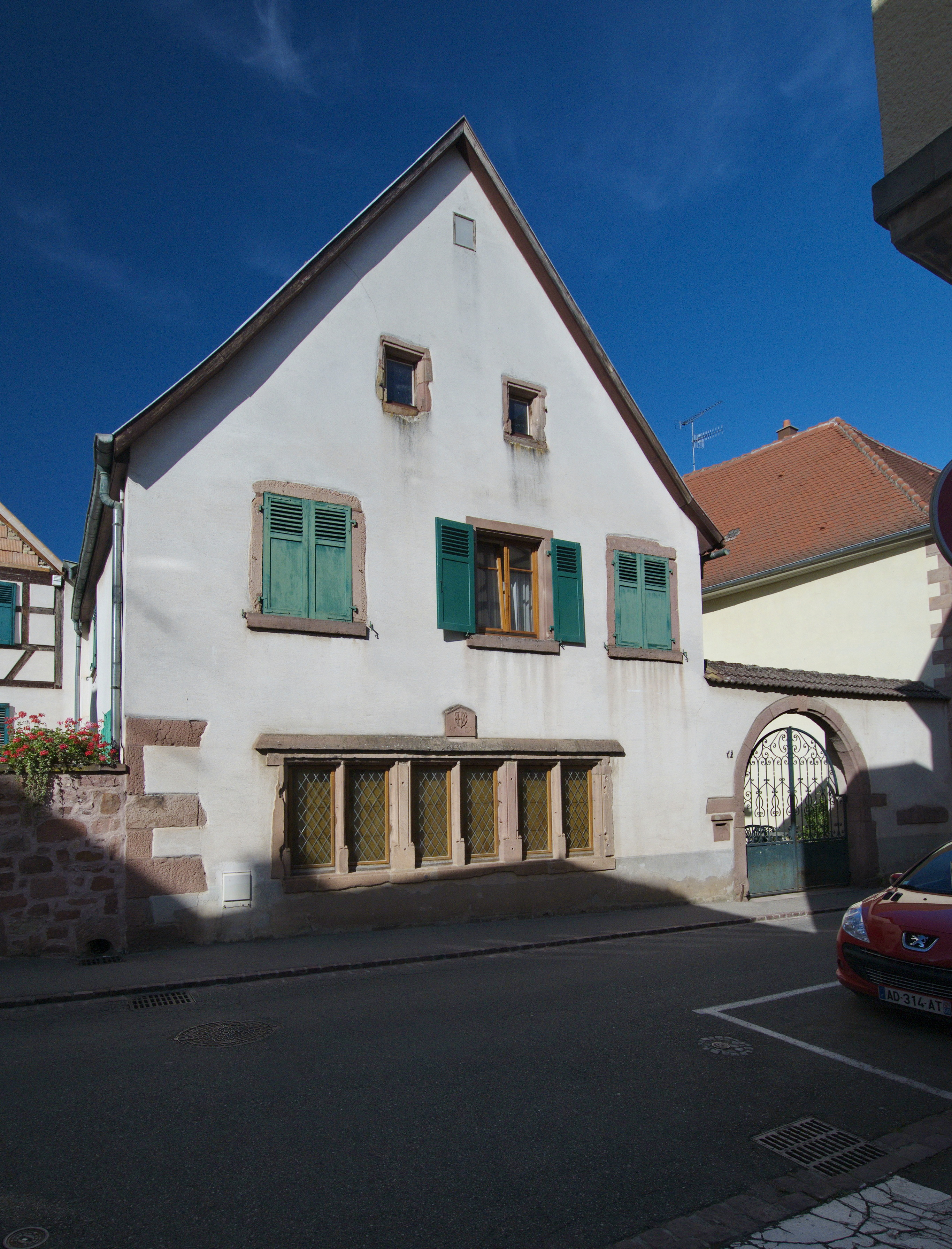
Maison, 62 rue des Vignerons (1558)[79].
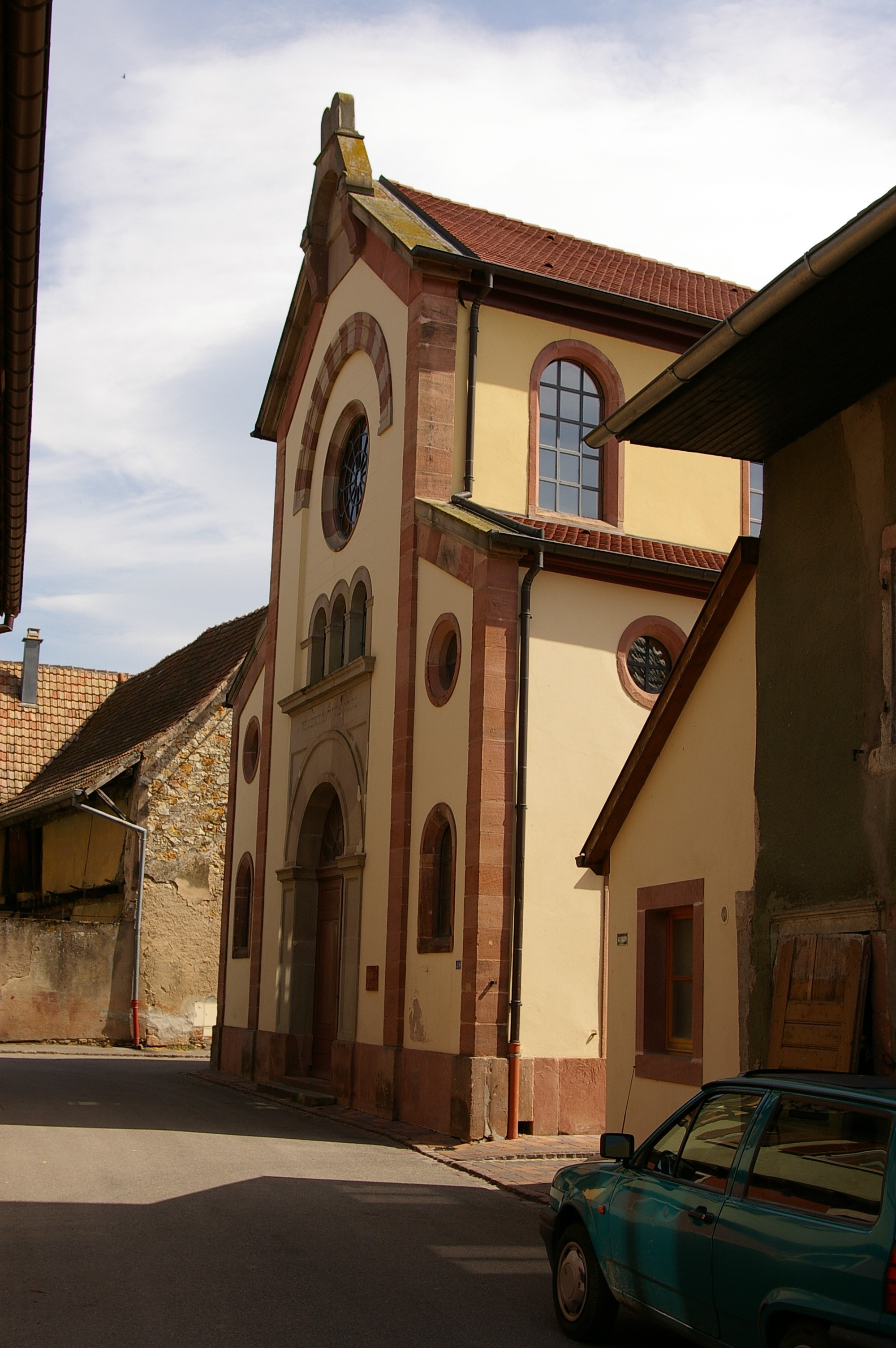
Synagogue de Bergheim

- La synagogue de Bergheim, inscrite sur l’inventaire supplémentaire des Monuments historiques par arrêté du 30 octobre 1990[80],[81],[82],[83].
- Le cimetière de Bergheim[84],[85].
- Le cimetière militaire allemand qui accueille plus de 5 000 sépultures de la Seconde Guerre mondiale[86].
- Monuments commémoratifs[87],[88],[89],[90],[91],[92].

### Fleurissement
- Ville fleurie : quatre fleurs au concours des villes et villages fleuris[1].

### Personnalités liées à la commune
- Martin Drolling, peintre né à Bergheim en 1752 et décédé à Paris en 1817. Il travaillait pour de nombreuses manufactures de porcelaine et devint, à partir de 1808, conseiller de celle de Sèvres.

Son fils Michel Martin dirigeait un atelier d'artistes peintres à Paris. Jean-Jacques Henner y était l'un de ses élèves.
- Dominique-François-Louis Roget (1795-1872), baron de Belloguet, né à Bergheim, historien français.
- Paul Haguenauer, Grand-rabbin de Nancy, né en 1871 à Bergheim. Il est déporté et assassiné à Auschwitz, en 1944.
- Léopold Sée, né le 4 mai 1822 à Bergheim et mort le 17 mars 1904 à Paris (XVIIe) est un général de division d'infanterie, grand officier de la Légion d’honneur.

### Héraldique
Cuno de Berckheim porte d'or à croix de gueules au tournoi de Chauvency.

 Ernoult de Bergheim (voir l'armorial du tournoi de Chauvency).
| Blason de Bergheim | Les armes de Bergheim se blasonnent ainsi : « D'argent à deux tour carrées pavillonnées de gueules maçonnées de sable et enfermées dans une enceinte ronde de murailles crénelées aussi de gueules, maçonnée et ouverte de deux portes de sable, un mont de trois coupeaux de sinople posé entre les tours, celui du milieu sommé d'un écusson d'azur à trois fleurs de lys d'or. » |